# 芹沢俊介
芹沢 俊介（せりざわ しゅんすけ、1942年8月29日 - 2023年3月22日）は、日本の文芸・教育・社会・宗教評論家。
植物学者・愛知教育大学名誉教授の芹沢俊介（1948年 - ）は、同名異人。

## 来歴
東京府出身。東京都立千歳高等学校、上智大学経済学部卒業。吉本隆明と親交を深め、文学論などから、教育論、宗教論、家族論などに論陣を張る。
晩年は家族、養育に関する著作が中心である。グループホーム（養護施設）との関係から生まれた養育論を展開した。
ひきこもり、児童虐待、少年事件、宗教等においても幅広く発言している。
ひきこもりに関しては、マスメディアで騒がれはじめた21世紀初頭から、ひきこもることの必要性を訴え続けてきている。
2023年3月22日に脳出血のため千葉県我孫子市の病院で死去。80歳没。

## 著書

### 30歳代
- 『宿命と表現 文学論集』冬樹社 1973
- 『鮎川信夫』国文社 1975
- 『浮力と自壊』国文社 1976
- 『戦後社会の性と家族』白川書院 1977
- 『詩的体験の拡大』芹沢出版 1978
- 『戦後詩人論』たざわ書房 1980
- 『芥川龍之介の宿命』筑摩書房 1981
- 『家族の現象論』筑摩書房 1981

### 40歳代
- 『女性はいまどこにいるのか 恋愛・性・結婚・パート・学習・家庭観などをめぐって』毎日新聞社 1983
- 『「イエスの方舟」論』春秋社 1985 のちちくま文庫
- 『システムの贈りもの 高度大衆社会における欲望』筑摩書房, 1987
- 『漂流へ 家族論集』春秋社 1987
- 『現代<子ども>暴力論』大和書房 1989
- 『愛』思潮社 1989
- 『ブームの社会現象学』筑摩書房 1990
- 『他界と遊ぶ子供たち 少年たちの資本主義』青弓社 1991
- 『いじめはどうして起きるのか 石垣中集団暴行死事件から』ボーダーインク 1992

### 50歳代
- 『スポーツ新聞はなぜ面白いか』ジャプラン出版 1992
- 『皇室・家族論 日本はいまどこにいるのか』洋泉社 1993
- 『「ビジネス書」、時代の欲望』時事通信社 1993
- 『子供の暴力、子供への暴力』ボーダーインク 1994
- 『平成<家族>問題集』春秋社 1994
- 『眠らぬ都市の現象学』筑摩書房 1995
- 『子ども問題』春秋社 1995
- 『宮沢賢治の宇宙を歩く 童話・詩を読みとく鍵』角川選書 1996
- 『「オウム現象」の解読』筑摩書房 1996
- 『現在読書 <家族・子ども>を読む本217選』春秋社 1998
- 『主題としての吉本隆明』春秋社 1998
- 『子どもの「悲鳴」にどう向きあうか』ボーダーインク 1998
- 『子どもたちはなぜ暴力に走るのか』岩波書店 1998
- 『子どもたちの生と死』筑摩書房 1998
- 『ついていく父親』新潮社 2000
- 『事件論 現代の死と虚実を読み解く』平凡社新書 2001
- 『母という暴力』春秋社 2001
- 『悲しみの十七歳 「いい子」が「いい子」を捨てたとき』真宗大谷派名古屋別院教化事業部 2001

### 60歳代
- 『天才たちは10代、20代に何をしたか 知られざる家庭・環境、そして勉強法』中経出版 2002 「若き天才からのヒント」文庫
- 『引きこもるという情熱』雲母書房 2002
- 『経験としての死』雲母書房 2003
- 『「新しい家族」のつくりかた』晶文社 2003
- 『死のありか』晶文社 2004
- 『家族という暴力』春秋社 2004
- 『《宮﨑勤》を探して』雲母書房 2006
- 『子どもたちの閉ざされた心を開け』浄土宗 2006
- 『「いじめ」が終わるとき 根本的解決への提言』彩流社 2007
- 『もう一度親子になりたい』主婦の友社 2008
- 『若者はなぜ殺すのか　アキハバラ事件が語るもの』小学館新書 2008
- 『家族という絆が断たれるとき』(サイコ・クリティーク) 批評社 2009
- 『「存在論的ひきこもり」論 わたしは「私」のために引きこもる』雲母書房　2010
- 『家族という意志 よるべなき時代を生きる』2012　岩波新書
- 『宿業の思想を超えて 吉本隆明の親鸞』批評社　サイコ・クリティーク 2012
- 『子どものための親子論 〈親子になる〉という視点』明石書店 2013
- 『愛に疎まれて 〈加藤智大の内心奥深くに渦巻く悔恨の念を感じとる〉視座』批評社 サイコ・クリティーク  2016

### 共編著
- 『対幻想 n個の性をめぐって』吉本隆明対談 春秋社 1985
- 『子どもの犯罪と死』山崎哲 春秋社 1987
- 『<恋愛>事件』part 1-3 山崎哲 春秋社 1989-90
- 『消費資本主義論 変容するシステムと欲望のゆくえ』（編）新曜社 1991
- 『少年犯罪論』（編著）青弓社 1992
- 『世紀末「時代」を読む』滝村隆一 春秋社 1992
- 『ある闘いの記録 頭髪校則の撤廃をもとめて』芹沢美保共著 北斗出版 1993
- 『解体される子どもたち 少年犯罪の政治学』（編著）青弓社 1994
- 『いじめの時代の子どもたちへ Fax letter 1993-1995』藤井東 新潮社 1995
- 『対幻想 平成版』吉本隆明 春秋社 1995
- 『宗教の最終のすがた オウム事件の解決』吉本隆明 春秋社 1996
- 『アンダーコンシャス・センセーション 甦る共振感覚』第一企画(株)アンダーコンシャス・プロジェクト共編 日本評論社 1997
- 『この国は危ない 子どものことは子どもに習え』斎藤次郎 雲母書房 1998
- 『現在をどう生きるか』吉本隆明,藤井東 ボーダーインク 1999
- 『子供がキレる12の現場』（編著）小学館文庫 1999
- 『尾崎豊魂の波動』山下悦子,児玉由美子共著 春秋社 1999
- 『老いの手前にたって』米沢慧 春秋社 2002
- 『老人介護とエロス 子育てとケアを通底するもの』三好春樹 雲母書房 2003
- 『親鸞と暗闇をやぶる力 宗教という生きる知恵』上田紀行,高史明 講談社+α新書 2003
- 『殺し殺されることの彼方 少年犯罪ダイアローグ』高岡健 雲母書房 2004
- 『存在の大地』高史明,上田紀行 真宗大谷派宗務所出版部 2005
- 『幼年論 21世紀の対幻想について』対談吉本隆明 彩流社 2005
- 『還りのことば 吉本隆明と親鸞という主題』吉本隆明,菅瀬融爾,今津芳文 雲母書房 2006
- 『引きこもり狩り アイ・メンタルスクール寮生死亡事件/長田塾裁判』編 高岡健,多田元,山田孝明,川北稔,梅林秀行共著 雲母書房　2007
- 『阿闍世はなぜ父を殺したのか 親鸞と涅槃経』武田定光,今津芳文共著　ボーダーインク　2010
- 『生きられる孤独』須永和宏共著　東京シューレ出版　2010
- 『「孤独」から考える秋葉原無差別殺傷事件』高岡健共著　批評社　サイコ・クリティーク　2011
- 『養育事典』菅原哲男,山口泰弘,野辺公一,箱崎幸恵共編 明石書店 2014